# Фила (племе)
Фила (грч. φυλή, "племе, клан"; мн. φυλαί / филе: племена, кланови) је старогрчки термин за племе или клан. У патријархалној структури старогрчког друштва, припадност матичној фили, односно племену, представљала је једно од основних идентитетских обележја, а припадници исте филе (саплеменици) називали су се симфилети (грч. συμφυλέται). У разним старогрчким државама, филе су такође биле и управне јединице, које су обухватале подручја локалних племена. Тако је у Старој Атини постојало десет фила, које су имале значајну улогу у унутрашњем политичком животу древне атинске државе.